# Schaproder Bodden
Der Schaproder Bodden ist eine Lagune der Ostsee zwischen der Insel Hiddensee im Westen und den Inseln Rügen und Ummanz im Osten.

## Beschreibung und Lage
Im Norden ist der Schaproder Bodden durch den Trog zwischen der Fährinsel und dem Stolper Haken der Insel Rügen mit dem Vitter Bodden verbunden. Im Süden geht der Bodden in den Kubitzer Bodden über. Eine Grenze wäre die Linie zwischen den Südspitzen von Hiddensee (Geller Haken) und Ummanz oder Verbindung vom Geller Haken – Insel Heuwiese. Der Bodden ist Teil  des Nationalparks Vorpommersche Boddenlandschaft und gehört zu den Westrügener Bodden.
Der Schaproder Bodden ist an drei Stellen 4,5 Meter tief, ansonsten sehr flach (meist unter 1,5 Meter). Eine andere Quelle nennt auch Wassertiefen von 6 m.
Im südwestlichen Teil läuft der Bodden vor Hiddensee in einem sehr flachen Windwatt aus. Inseln dieses Boddens sind der Gänsewerder, die Fährinsel und die Öhe. Benannt wurde der Bodden nach dem auf Rügen liegenden Hauptort am Bodden Schaprode. Auf der Rügenschen Seite befinden sich neben dem namensgebenden Hauptort auch die Ortschaften Samtens und Gingst.
Durch den Bodden führen die Fährlinien Hiddensee–Schaprode, Hiddensee–Stralsund und Hiddensee–Zingst.
Am Bodden befindet sich ein privat betriebener Campingplatz.
Das Gewässer wird auch gern zum Angeln, Wasserwandern oder Windsurfing genutzt. Das Befahren mit Motorbooten bei Wassertiefen unter zwei Metern ist nicht gestattet.